# Воронин, Пётр Васильевич
Пётр Васильевич Воронин — советский хозяйственный, государственный и политический деятель.

## Биография
Родился в 1918 году в селе Малая Ворожба Черниговской губернии в семье служащего. Член КПСС с 1943 года.
Окончил Полтавский государственный педагогический институт (1940) и Высшую партийную школу при ЦК ВКП(б) (1952).
С 06.11.1940 в РККА. Участник Великой Отечественной войны. Место службы: 29 ав. школа г. Бугуруслан; 16 ав. школа г. Бугуруслан; 640 авп КалФ; 640 авп ЗапФ; 640 авп БрянФ; 22 аэсб КарФ|640 авп; 64 завп ВВС МВО. Капитан интендантской службы.
В 1946—1987 гг.:
- 1946-1950 инструктор, заместитель заведующего отделом Кишинёвского горкома КПМ,
- 1950-1952 секретарь партбюро и старший преподаватель Кишиневского госуниверситета,
- 1952-1955 аспирант там же;
- в аппарате ЦК КПМ,
- заведующий отделом агитации и пропаганды Кишинёвского горкома КПМ,
- заведующий  орготделом Кишинёвского горкома КПМ,
- 1960-1962 заведующий отделом партийных органов ЦК КПМ,
- 1962-1965 секретарь ЦК КПМ и заместителт председателя Совета Министров МССР,
- 1965-1987 председатель Комитета народного контроля Молдавской ССР.

С 1961 г. член ЦК и кандидат в члены Политбюро, с 1962 г. член Политбюро ЦК КПМ.
Избирался депутатом Верховного Совета Молдавской ССР 6-11-го созывов.
Делегат XXV и XXVI съездов КПСС.
Кандидат исторических наук, доцент (1955). Диссертация:
- Коммунистическая партия Советского Союза во главе трудового подъема масс в развитии социалистической промышленности в послевоенные годы, 1944-1953 гг. : на материалах Молдавской ССР : диссертация ... кандидата исторических наук : 07.00.00. - Киев, 1954. - 334 с.

Умер в Каменце-Подольском в 1996 году.
Сочинения:
- Группы и посты - основа народного контроля [Текст]. - Кишинев : Картя молдавеняскэ, 1979. - 208 с.; 17 см.
- Пропаганда и жизнь [Текст] : (Из опыта работы Кишиневской гор. парт. организации) / А. А. Джесмеджиян, П. В. Воронин. - Кишинев : Картя молдовеняскэ, 1960. - 62 с. : ил.; 21 см.
- Деятельность Компартии Молдавии по осуществлению коренных социально-экономических преобразований в республике (1944-1950 гг.) [Текст] / С. Я. Афтенюк, П. В. Воронин. - Кишинев : Картя молдовеняскэ, 1973. - 116 с.; 17 см.